# 江戸の旋風
『江戸の旋風』（えどのかぜ）は、1975年から1980年まで断続的に5年間、フジテレビ系列で毎週木曜日21：00-21：54に放送された時代劇シリーズである。
- 同心部屋御用帳 江戸の旋風
- 同心部屋御用帳 江戸の旋風II
- 同心部屋御用帳 江戸の旋風（第3シリーズ）
- 同心部屋御用帳 江戸の旋風（第4シリーズ）
- 同心部屋御用帳 新・江戸の旋風

また、1984年に時代劇スペシャル枠で1回だけ復活している。

## 内容
捕り物を題材にした時代劇といえば『右門捕物帖』（佐々木味津三原作　NET、日本テレビ）や『銭形平次』（野村胡堂原作　フジテレビ）など、単独の同心や岡っ引を主人公に据えた作品が定番であるが、本作は町奉行所直属の定町廻り同心たちが集団で様々な事件を解決して行く姿を描いた時代劇。主演にテレビ時代劇初出演の加山雄三を筆頭に、東宝『若大将シリーズ』の「青大将」で加山とのコンビも人気だった田中邦衛、同じ東宝のスター女優・浜美枝らを迎え、『太陽にほえろ!』を始めとする当時大人気だった刑事ドラマのテイストを取り入れて作られた。これが功を奏し、本作は目論み通りに高視聴率を稼ぎ、断続的ながら全5シリーズまで作られるほどの人気シリーズとなった。また、この人気を受けて本作と同じスタッフにより、『江戸の渦潮』、『江戸の激斗』、『江戸の朝焼け』といった派生的作品も作られている。
実制作は東宝テレビ部の下請けで円谷プロダクションが行っている。制作担当の伊東正純は本シリーズでのフジテレビとの繋がりから後にプロデューサーとなり、時代劇スペシャルへの円谷プロダクションの参加を実現させた。
第2シリーズからは本作の音楽を服部克久が担当し、メインテーマも第1シリーズでのウエスタン調の曲から、パート2以降は刑事ドラマ風のスリリングなテーマ曲になった。第2シリーズのテーマ曲は服部が作曲したNHK少年ドラマシリーズ『夕ばえ作戦』(1974年)のテーマ曲をアレンジしたものとなっている。第2シリーズのBGMのうちの1曲が、大原麗子出演のサントリーレッドCMで服部作曲のBGM「花想い」としてアレンジされ使われている。

## スタッフ
- プロデューサー - 広岡常男、市川久夫
- 企画 - 中本逸郎
- 原作 - 島田一男『同心部屋御用帳』（桃源社版）
- 撮影 - 内海正治、宇野晋作、中村隆彦
- 照明 - 山口偉治、金子勝治
- 美術 - 伊東正靖
- 殺陣 - 宇仁貫三
- 音楽
  - 第1シリーズ - 山倉たかし、卓大介
  - 第2シリーズ以降 - 服部克久
- 制作協力 - 円谷プロダクション
- 制作 - 東宝、フジテレビ

## 同心部屋御用帳 江戸の旋風

### キャスト
- 千秋城之介 - 加山雄三
全シリーズの主人公。南町奉行所定町廻り同心。頭も切れ腕も立つ、同心部屋の切り込み隊長。女性に甘いのが難点。
早見茂太夫 - 千秋実　（9話まで）
筆頭同心。病気療養のため、序盤で姿を消す[4]。
高瀬儀右衛門 - 近藤洋介　
次席同心。妻を亡くし息子と二人暮らし。鬼同心で悪人には容赦ないが、人情深く、子供には弱い。意外とコミカルな一面を覗かせることもある。
由良三九郎 - 田中邦衛　
城之介の先輩同心。女好きで要領が良い、同心部屋のムードメーカー。26話より隠密廻りへ配置換え（準レギュラー）となる。
三保木大学 - 地井武男　
吟味与力を父に持つ、若手エリート同心。幼少の頃に三保木家の養子となる。49話のラストで吟味方に転属したことがナレーションで語られた。
日下兵馬 - 木村四郎　
同心部屋一の若手で新米同心。49話のラストで牢屋見回りに転属したことがナレーションで語られた。
千葉左内 - 津坂まさあき （26話 -）
三九郎の後任同心で、以前は牢屋見回り同心。三九郎同様、女好きで口の達者な三枚目。厳しい母親に頭が上がらない。
根津新兵衛 - 池部良　（14話 - 最終話）
隠密廻りより茂太夫の後任筆頭同心として着任。表向きはニヒルな皮肉屋だが、実は部下思いで情に厚い。49話のラストで隠密廻りに帰属したことがナレーションで語られた。
勘八 - 橋本功
城之介配下の岡っ引。三枚目で慌て者だが威勢がよく「勘弁ならねぇ!」が常套句。
嘉助 - 守田比呂也
老練の岡っ引。兵馬の配下だが、若い兵馬の教育係としての一面も見せる。
六助 - 中原成男
三九郎配下の岡っ引。女癖の悪い三九郎に度々手を焼いている。三九郎が隠密廻りに配置換えしたあとは左内の配下のように動くが三九郎同様女癖の悪い左内に手を焼いている。
お葉 - 浜美枝
富本節の師匠で城之介とは恋仲の間柄。かつては「つばくろお葉」の異名を持った女掏摸。
高瀬大四郎 - 小田敏治
儀右衛門の一人息子。
三保木左十郎 - 小沢栄太郎
大学の義父。一線からは退いているものの、臨時廻り同心として部下達に厳しく接している。新兵衛が着任するまで、茂太夫の代理として同心たちを束ねた。
お清 - 村地弘美（14・17・23・27 - 28・31・34・40・42 - 44・46・49話）
14話で奉公先の主人が殺される現場に居合わせた娘。事件後、大学の世話で茶屋に勤めることになる（17話）。14・17・23話ではゲストと同じように役名なしでクレジットされていたが、27話から役名つきでクレジットされるようになった
根岸肥前守 - 原保美
南町奉行。
ナレーター - 井上孝雄

### 放映リスト
- 1975年4月10日 - 1976年3月25日（全49話）

| 各話 | 放送日     | サブタイトル     | 脚本                | 監督         | ゲスト                                                                                        |
| ---- | ---------- | ---------------- | ------------------- | ------------ | --------------------------------------------------------------------------------------------- |
| 1    | 1975/04/10 | 矢取り女         | 櫻井康裕            | 高瀬昌弘     | 土屋嘉男、田中真理、真山知子、藤岡重慶、袋正、小林尚臣                                        |
| 2    | 1975/04/17 | 口紅の矢         | 田上雄              | 森一生       | 睦五郎、八木昌子、徳永れい子、新田勝江                                                        |
| 3    | 1975/04/24 | 春情遠島船       | 蘇武道夫            | 森一生       | 村野武範、長内美那子、山本麟一、浜田寅彦                                                      |
| 4    | 1975/05/01 | かみそり地獄     | 櫻井康裕            | 高瀬昌弘     | 樫山文枝、前田吟、川合伸旺、二本柳敏恵 早川純一、安芸秀子                                     |
| 5    | 1975/05/08 | 夜桜の女         | 下飯坂菊馬          | 小野田嘉幹   | 稲野和子、谷幹一、稲葉義男、服部妙子、藤間文彦、 桐生かほる、稲吉靖司                         |
| 6    | 1975/05/15 | 親子島送り       | 渡辺臣蔵            | 高瀬昌弘     | 二木てるみ、西沢利明、中井啓輔、里木佐甫良、松風はる美 都家歌六、名川貞郎                     |
| 7    | 1975/05/22 | 女難同心         | 櫻井康裕            | 高瀬昌弘     | 天津敏、土方弘、郡司良、鈴木和夫、草間璋夫、大山豊、松野健一                                  |
| 8    | 1975/05/29 | 入れ札女郎       | 下飯坂菊馬          | 高瀬昌弘     | 土田早苗、伊藤孝雄、寺田農、水上竜子                                                          |
| 9    | 1975/06/05 | 十三夜の女       | 笠原和夫            | 小野田嘉幹   | 高津住男、上村香子、八代順子、五十嵐美鈴、 高橋恵美子、神山寛、安芸秀子、鮎川浩、高杉哲平     |
| 10   | 1975/06/12 | 質ぐさ女房       | 下飯坂菊馬          | 森一生       | 十朱幸代、岩崎信忠、山岡徹也、高山真樹、井口恭子                                              |
| 11   | 1975/06/19 | 無実の花         | 野波静雄            | 太田昭和     | 竜崎勝、池上季実子、林ゆたか、山本清、阿久津元、伊吹聡太朗                                    |
| 12   | 1975/06/26 | 厄除け心中       | 田上雄              | 太田昭和     | 佐野厚子、森幹太、新橋耐子、川辺久造、鈴木実                                                  |
| 13   | 1975/07/03 | 脅迫             | 野波静雄            | 高瀬昌弘     | 赤座美代子、岸田森、水原麻紀、鈴木俊介、片岡五郎、 波戸崎徹                                   |
| 14   | 1975/07/10 | 獄門供養         | 櫻井康裕            | 高瀬昌弘     | 村地弘美、城所英夫、北見治一、仲野力永、牧カオリ、 堀田真三                                   |
| 15   | 1975/07/24 | 切り髪屋敷       | 猪又憲吾            | 高瀬昌弘     | 大出俊、三浦真弓、河原崎次郎、野口ふみえ、藤江リカ                                            |
| 16   | 1975/07/31 | 紅の小指         | 野波静雄            | 小野田嘉幹   | 中原早苗、酒井修、弓恵子、高品格、梅津栄、本田みちこ、 園田裕久                               |
| 17   | 1975/08/07 | 盗賊子守唄       | 下飯坂菊馬 加瀬高之 | 森一生       | 吉行和子、船戸順、須賀不二男、北村総一郎、伊藤高、 浅若芳太郎、村地弘美                       |
| 18   | 1975/08/14 | 六の日の女       | 渡辺臣蔵            | 田中徳三     | 田口計、横森久、若松和子、河村祐三子、久住真理子、 平泉征、大村千吉                           |
| 19   | 1975/08/21 | 御用金道中異変   | 田上雄              | 高瀬昌弘     | 久富惟晴、平井道子、二見忠男、可知靖之、中寛三                                                |
| 20   | 1975/08/28 | 怪談・鈴をふる女 | 中村努              | 太田昭和     | 清水綋治、志摩みずえ、伊沢一郎、松川勉、倉島襄、 山添多佳子、野中マリ子                       |
| 21   | 1975/09/04 | 二百両の女       | 中村努              | 田中徳三     | 大滝秀治、真野響子、白木万理、横光勝彦、天草四郎、 富山真沙子、堀井永子                       |
| 22   | 1975/09/11 | 安房の夕映え     | 櫻井康裕            | 高瀬昌弘     | 今出川西紀、美川陽一郎、小原秀明、柴田侊彦、荒谷公之 野村昭子                                 |
| 23   | 1975/09/18 | 逢引き蔵         | 猪又憲吾            | 池広一夫     | 紀比呂子、河原崎建三、原田清人、賀川雪絵、絵沢萌子、 村田正雄、村地弘美、はやみ竜次、都家歌六 |
| 24   | 1975/09/25 | 駆け落ち裁き     | 柴英三郎            | 森一生       | 工藤明子、福田豊土、上月左知子、大木正司、阿部希郎、 北条寿太郎                               |
| 25   | 1975/10/02 | 入れ墨の女       | 櫻井康裕            | 高瀬昌弘     | 水野久美、花沢徳衛、天津敏、三角八朗、仙波和之、 朝倉隆、今井美佐子                           |
| 26   | 1975/10/09 | 秋祭りの女       | 下飯坂菊馬          | 高瀬昌弘     | 星由里子、露口茂、新橋耐子、堺左千夫、村瀬幸子、 片岡五郎                                     |
| 27   | 1975/10/16 | いのちを賭ける   | 加瀬高之            | 高瀬昌弘     | 小川知子、山本圭、袋正、戸上城太郎、吉原正皓、 三谷幸子、池田生二                             |
| 28   | 1975/10/23 | おさななじみ     | 櫻井康裕            | 丸山誠治     | 松木路子、石山律雄、山下洵一郎、前川哲男、今村源兵、 小林尚臣、今西正男                       |
| 29   | 1975/10/30 | 帯取りの池       | 加瀬高之            | 高瀬昌弘     | 磯野洋子、穂積隆信、高木二朗、京春上、清水理恵                                                |
| 30   | 1975/11/06 | 宿場のてまり唄   | 下飯坂菊馬          | 森一生       | 関根恵子、藤巻潤、十朱久雄、加藤和夫、外山高士                                                |
| 31   | 1975/11/13 | 悪魔の面         | 内田弘三            | 高瀬昌弘     | ジュディ・オング、佐々木勝彦、和崎俊哉、 稲葉義男、町田祥子、大村千吉                         |
| 32   | 1975/11/20 | お千代船の女     | 内田弘三            | 丸山誠治     | 三条泰子、戸浦六宏、水沢有美、北村総一郎、稲垣昭三                                            |
| 33   | 1975/11/27 | 刺青の謎         | 櫻井康裕            | 野長瀬三摩地 | 池波志乃、勝部演之、川口敦子、浅野進治郎、谷岡行二、 小山渚                                   |
| 34   | 1975/12/04 | 地獄の一丁目     | 内田弘三            | 野長瀬三摩地 | 加茂さくら、垂水悟郎、富川澈夫、高林由紀子、三上左京、 中島元、篠田薫                         |
| 35   | 1975/12/11 | 勘弁ならねえ!    | 加瀬高之            | 小野田嘉幹   | 品川隆二、土田早苗、藤岡重慶、神田隆、江幡高志、 阿部希郎                                     |
| 36   | 1975/12/18 | お酉様の女       | 下飯坂菊馬          | 渡邊祐介     | 市原悦子、小坂一也、杉本真智子、田辺節子                                                      |
| 37   | 1975/12/25 | 悪女の涙         | 野波静雄            | 大洲斎       | 赤座美代子、山本麟一、高城淳一、永井柳太郎、 北条清嗣、橋本仙三                               |
| 38   | 1976/01/08 | 幼い疑惑         | 猪又憲吾            | 森一生       | 長内美那子、長谷川哲夫、前田昌明、阪脩、柿崎澄子、 丹古母鬼馬二、高杉哲平、篠田薫             |
| 39   | 1976/01/15 | 金色の鈴         | 内田弘三            | 高瀬昌弘     | 范文雀、美川陽一郎、川合伸旺、山田康雄、山下啓介、 天草四郎                                   |
| 40   | 1976/01/22 | 寒椿の浪人       | 櫻井康裕            | 高瀬昌弘     | 林与一、瞳順子、中井啓輔、田中浩、増田順司、 金井進二、椎谷建治、鹿島信哉                     |
| 41   | 1976/01/29 | 男の敵           | 中村努              | 大洲斎       | 横内正、武藤英司、山本昌平、吉田未来、美山ゆみ                                                |
| 42   | 1976/02/05 | 悲しい罪         | 野波静雄            | 野長瀬三摩地 | 高田美和、大塚道子、河原崎次郎、大村文武、中川三穂子、 小川順子、川崎あかね、花原照子         |
| 43   | 1976/02/12 | おみよ観音       | 下飯坂菊馬          | 大洲斉       | 宇津宮雅代、辻萬長、藤江リカ、大丸二郎、根岸明美、 坂上忍                                     |
| 44   | 1976/02/19 | 親子武士道       | 野波静雄            | 大洲斉       | 山形勲、弓恵子、清水絋治、生田くみ子、松風はる美、 小瀬格                                     |
| 45   | 1976/02/26 | 小判女房         | 加瀬高之            | 高瀬昌弘     | 前田吟、丘みつ子、大田黒久美、小鹿番、 平井昌一、長島隆一、堀田真三                           |
| 46   | 1976/03/04 | 悪い夢           | 田上雄              | 高瀬昌弘     | 滝田裕介、小野恵子、柴田昌宏、川口節子、立花房子、 小畠絹子、谷村昌彦、横山あきお             |
| 47   | 1976/03/11 | お宮参り異変     | 渡辺臣蔵            | 野長瀬三摩地 | 木内みどり、松橋登、安芸秀子、三戸部スエ、 藤森達雄、たうみあきこ、高樹蓉子                   |
| 48   | 1976/03/18 | 狙われた女       | 田上雄              | 清水勝也     | 寺田農、吉行和子、石田太郎、岩城和男、 木之元恵美、稲川善一、村上幹夫                         |
| 49   | 1976/03/25 | 浮世絵の女       | 下飯坂菊馬          | 森一生       | 伊藤孝雄、倉野章子、加賀邦男、穂高稔、新海百合子、 山本武                                     |

## 同心部屋御用帳 江戸の旋風II

### キャスト（江戸の旋風II）
- 千秋城之介 - 加山雄三
高瀬儀右衛門 - 近藤洋介　
千葉左内 - 津坂まさあき [5]
玉木新吾 - 森哲夫（27話まで）
新米同心。27話で利き腕を負傷し、剣を握れなくなったため定町廻りの任を解かれ、吟味方に配置換えとなる。
頼母木肇 - 潮哲也（28話 - ）
新吾の後任で見習同心。直参御家人の次男坊。
三枝源三郎 - 加納竜（28話 - ）
新吾の後任で見習同心。商家の養子から役人になったためか純真で、およそ同心らしからぬ性格。最終話で短銃の犠牲となる。
島津半蔵 - 露口茂　
元隠密廻り。抜群の洞察力と推理力で事件に当たる、ベテラン同心。妻と息子がいたが盗人に殺された過去をもつ。
林田孫兵衛 - 小林桂樹　
石川島の人足寄場元締役から、新兵衛の後任として定町廻り筆頭同心に任命される。時には温かく時には厳しい、同心たちから「親父さん」と慕われる人情家。
勘八 - 橋本功
嘉助 - 守田比呂也
六助 - 中原成男
留吉 - 西岡徳美
半蔵配下の岡っ引で忍び。
林田綾 - 瞳順子
孫兵衛の一人娘。
おふじ - 藤江リカ
小料理屋「藤の屋」の女将。
高瀬大四郎 - 小田敏治
これまで他のゲストと同じように役名なしでクレジットされたが第48話では役名が表記された
ナレーター - 井上孝雄

### 放映リスト（江戸の旋風II）
- 1976年4月1日 - 1977年3月31日（全53話）

| 各話 | 放送日     | サブタイトル         | 脚本                      | 監督       | ゲスト |
| ---- | ---------- | -------------------- | ------------------------- | ---------- | --- |
| 1    | 1976/04/01 | 男の約束             | 櫻井康裕                  | 高瀬昌弘   | 柏木由紀子、高橋長英、須賀不二男、大木正司、野口元夫、 星幸子、熊谷卓三、大塚朝光、青葉佳代 |
| 2    | 1976/04/08 | 人情風車             | 野波静雄                  | 高瀬昌弘   | 河原崎建三、平泉征、浜村純、服部妙子、本間文子、 斉藤里花、中井啓輔、星幸子、岡部正純、香住恵子 |
| 3    | 1976/04/15 | 苦いきつねうどん     | 安倍徹郎                  | 高瀬昌弘   | 日色ともゑ、安部徹、田中浩、二階堂千寿、松山照夫、 河村弘二、鮎川浩、小林テル、音羽久米子、東静子 |
| 4    | 1976/04/22 | 帰って来た女         | 加瀬高之                  | 高瀬昌弘   | 赤座美代子、荒木茂、原口剛、吉田耕一、市村昌治、 小田敏治、今村源兵、原野弘美 |
| 5    | 1976/04/29 | 兄おとうと           | 中村努                    | 小野田嘉幹 | 中島久之、池田秀一、松本敏男、古能成二、 坂本香、芹沢由美、宮本曠二朗、御影伸介 |
| 6    | 1976/05/06 | 父ちゃんの土産       | 櫻井康裕                  | 小野田嘉幹 | 河原崎長一郎、鳥居恵子、天草四郎、鈴木瑞穂、 柳生博、池田忠夫、長妻晃 |
| 7    | 1976/05/13 | 深川父子唄           | 下飯坂菊馬                | 大洲斎     | 野際陽子、吉田さより、梅津栄、谷口香、 菅貫太郎、鶴賀二郎、真田五郎、志麻恭子、樋口のり子 |
| 8    | 1976/05/20 | 下町娘と若浪人       | 櫻井康裕 柏原寛司         | 大洲斎     | 紀比呂子、西田健、岸田森、蟹江敬三、早川雄三、石垣守一、 坂東太三郎、幸田宗丸、安藤純子、細川智、都家歌六 |
| 9    | 1976/05/27 | 夜烏を追え!          | 下飯坂菊馬 藤川洋一       | 高瀬昌弘   | 五十嵐淳子、長谷川明男、梅田智美、木田三千雄、高城淳一、 堺左千夫 |
| 10   | 1976/06/03 | 刺青女房             | 藤川洋一                  | 高瀬昌弘   | 水野久美、東野孝彦、森山周一郎、金井進二、 水上和広、夏木順平、小海とよ子、林寛一 |
| 11   | 1976/06/10 | 古い傷あと           | 保利吉紀                  | 森一生     | 待田京介、青木義朗、珠めぐみ、風見章子、近藤宏、 長谷川待子、宮川洋一、玉村駿太郎、北川陽一郎、末宗俊子、 山下雄大、新井千秋                                                                                         |
| 12   | 1976/06/17 | つらい対決           | 安倍徹郎                  | 小野田嘉幹 | 辰巳柳太郎、五大路子、伊吹聡太朗、松崎真、 鈴木俊介、吉田柳児、宮島誠 |
| 13   | 1976/06/24 | おみよの復讐         | 内田弘三                  | 小野田嘉幹 | 三浦真弓、遠藤真理子、柴田侊彦、平田昭彦、 若松和子、国睦子、森幹太、稲吉靖、音羽久米子、 上野綾子、峰田智代、邦創典                                                                                                 |
| 14   | 1976/07/01 | 女の通り雨           | 保利吉紀                  | 大洲斎     | 宇津宮雅代、大門正明、和崎俊哉、藤森達雄、 外野村晋、竹内照雄、最上龍二郎、小園蓉子、 森下明、鈴木実 |
| 15   | 1976/07/08 | けなげな女房         | 下飯坂菊馬                | 高瀬昌弘   | 佐野厚子、真山知子、萩原伸二、勝部演之、 絵沢萠子、高森玄、剣持伴紀、宮島誠、 峰雄介、野村章平、尾崎八重、荻原伸二                                                                                                   |
| 16   | 1976/07/15 | 幽霊の影             | 田口耕三                  | 高瀬昌弘   | 森次晃嗣、浜田寅彦、松木聖、佐山俊二、 内田稔、二本柳俊衣、柳谷寛、村上冬樹、 灰地順、永妻晃、大村千吉、野本正春、津野哲郎                                                                                           |
| 17   | 1976/07/22 | 五年目の千鳥橋       | 猪又憲吾                  | 小野田嘉幹 | 松平健、岡江久美子、北城寿太郎、松山照夫、 三遊亭歌司、竹内照雄、寄山弘、続圭子、 萩原信二、築地博、高松政雄 |
| 18   | 1976/07/29 | 黒い狐狩り           | 野波静雄                  | 大洲斎     | 小野進也、津山登志子、内田勝正、外山高士、 水原麻紀、松風はる美、永谷悟一、初瀬乙羽、 高石有子、村上幹夫、川名美也子、加藤茂雄、山田貴光                                                                             |
| 19   | 1976/08/05 | 女掏摸の恋           | 三谷新治                  | 小野田嘉幹 | 夏純子、倉石功、中村孝雄、市村昌治、 神田隆、山本清、長島隆一、岡部正純、 峰田智代、林寛一、那須のり子 |
| 20   | 1976/08/12 | がんばれ!左内        | 加瀬高之                  | 高瀬昌弘   | 大塚道子、竹下景子、住吉正博、江幡高志、 中庸介、橋本仙三、鈴木和夫、野本博、 湊俊一、木村豊幸、小田敏治、三谷幸子                                                                                                   |
| 21   | 1976/08/19 | 悲しい浪人           | 野波静雄                  | 高瀬昌弘   | 若林豪、宮口精二、堀越陽子、仙波和之、山本紀彦、 伊藤めぐみ、池田和歌子、今村源平、山田昌久、松島陽子、 石井栄次、菅原慎予、夏木順平                                                                                 |
| 22   | 1976/08/26 | 夕立ち女房           | 中村努                    | 森一生     | 佐藤友美、川地民夫、伊達三郎、新橋耐子、中井啓輔、 平井道子、宮田洋容、別所立木、高橋信子、 松田章、星野晃、柿木恵至、都家歌六                                                                                       |
| 23   | 1976/09/02 | 牢破り               | 安藤日出男                | 森一生     | 佐々木勝彦、八並映子、志摩みずえ、黒部進、 斉藤英雄、鹿島信哉、今井和雄、渡辺次雄、 門脇三郎、大竹嘉夫、石崎洋光、江口嘉亮                                                                                           |
| 24   | 1976/09/09 | 盗人の十手           | 安倍徹郎                  | 小野田嘉幹 | 左とん平、水野哲、上月左知子、吉田義夫、 河村弘二、鮎川浩、藤竹修、上野綾子、 右京孝雄、深雪けい子、松田茂樹 |
| 25   | 1976/09/16 | もつれた愛情         | 保利吉紀                  | 小野田嘉幹 | 新藤恵美、田村亮、目黒祐樹、郡司良、 金井進二、笠原英揮、岩瀬ゆう子、小笠原剛 (俳優) |
| 26   | 1976/09/23 | 花盗人               | 安藤日出男                | 吉村公三郎 | 藤原釜足、池上季実子、鹿内孝、三角八郎、早川研吉、 有馬昌彦、北城寿太郎、弘松三郎、岩城和男、 浜野暁美、松風はる美、橘倫子、加藤茂雄、鈴木正幸                                                                       |
| 27   | 1976/09/30 | 新吾有情             | 田上雄                    | 大洲斎     | 久富惟晴、本田みち子、北村総一郎、伊沢一郎、 外野村晋、船水俊宏、吉村よう、吉田耕一、 池田生二、上田耕一、三沢憲治、池田武司、 鹿島信哉、久本昇、和気ますみ                                                          |
| 28   | 1976/10/07 | 十手の重み           | 三谷新治                  | 高瀬昌弘   | 村井国夫、江夏夕子、大滝秀治、堺左千夫、 伊東光一、夏木順平、築地博、林寛一 |
| 29   | 1976/10/14 | 駆け出し同心         | 三谷新治                  | 大洲斎     | 横内正、水原英子、坂上忍、田島義文、 灰地順、土方弘、森章二、山本武、 小田敏治、下馬二五七、満山恵子、和気ますみ、夏木順平                                                                                           |
| 30   | 1976/10/21 | 奴凧のかげに         | 下飯坂菊馬                | 大洲斎     | 小林昭二、市毛良枝、今福正雄、川崎あかね、 辻萬長、大丸二郎、矢野宏、井口義亮、 大島光幸、丹羽たかね |
| 31   | 1976/10/28 | 逆恨みの果て         | 保利吉紀                  | 高瀬昌弘   | 佐野浅夫、穂積隆信、執行佐智子、幸田宗丸、 石垣守一、寄山弘、小田敏治、菅原慎予、 新井千秋、里木左甫良 |
| 32   | 1976/11/04 | 志津は人妻           | 保利吉紀                  | 小野田嘉幹 | 范文雀、西沢利明、根岸明美、藤間文彦、 小林重四郎、矢野間啓二、松本敏男、加東三和、 山本廉、池田生二、中嶋秀生、吉岡節子、 今野博美、山本恵子、鹿島信哉、大月優子                                                    |
| 33   | 1976/11/11 | 悲しい幼な妻         | 猪又憲吾                  | 森一生     | 栗田ひろみ、石橋蓮司、夏木順平、高橋征郎、 広田正光、三沢ともこ、丸山千恵子 |
| 34   | 1976/11/18 | 情けの秋祭り         | 中村努                    | 小野田嘉幹 | 波乃久里子、三上真一郎、浜田光夫、佐久間良、 小栗一也、藤田淑子、早川研吉、陶隆司、 藤井つとむ、菊地良介、和栗正明、加藤茂雄、 門脇三郎、小海とよ子、那須のり子、築地博、都家歌六                                    |
| 35   | 1976/11/25 | 帰って来た男         | 内田弘三                  | 高瀬昌弘   | 新田昌玄、杉本美樹、冨田浩太郎、町田祥子、 二見忠男、鈴木和夫、市村昌治、星野晶子、 石川隆昭、大宮幸悦、加藤茂雄、 久本昇、戸塚孝                                                                                    |
| 36   | 1976/12/02 | かんざし哀話         | 保利吉紀                  | 高瀬昌弘   | 河村憲一郎、大出俊、津田京子、原良子、 汐路章、中井啓輔、森幹太、音羽条子、 柿木恵至、那須のり子、川名美也子、門脇三郎                                                                                               |
| 37   | 1976/12/09 | 娘ごころの秋         | 下飯坂菊馬                | 大洲斎     | 山口いづみ、新井つねひろ、加藤和夫、和田幾子、 小野川公三郎、木島新一、夏木順平、安沢千佳子、 上野綾子、若原初子、橋口志郎、平賀誠吾、 津田孝幸、竹口安芸子、都家歌六、那須のり子、 由留佐有映、石川隆昭、山田真奈美 |
| 38   | 1976/12/16 | のぞき穴             | 野波静雄                  | 大洲斎     | 赤座美代子、柴田侊彦、森下哲夫、松岡まり子、 岸映子、北島マヤ、渡辺康子、片山滉、 折尾哲郎、根本嘉也、岩瀬ゆう子 |
| 39   | 1976/12/23 | しぐれ蛤の味         | 三谷新治                  | 大洲斎     | 長谷川明男、日色ともゑ、戸上城太郎、武藤章生、 玉村駿太郎、大宮幸悦、井口義亮、高橋義治、 鈴木実、那須のり子、小海とよ子、山本恵子                                                                                   |
| 40   | 1976/12/30 | 惚れ直したよ、年の暮 | 保利吉紀                  | 小野田嘉幹 | 中村嘉葎雄、藤田弓子、山本清、福田豊土、 霧島八千代、小谷野美智子、大木正司、今井美佐子、 小田敏治、聖真砂子、都家歌六、加藤茂雄、 志村幸江、市川智也、鈴木実、大島光幸                                              |
| 41   | 1977/01/06 | 盗人の仁義           | 安倍徹郎                  | 小野田嘉幹 | 夏八木勲、垂水悟郎、村上冬樹、神田隆、 北林早苗、花上晃、内藤栄造、渚健二、 石垣守一、熊谷卓三、門脇三郎、久本昇、 和気ますみ、尾崎八重、那須のり子、林寛一                                                          |
| 42   | 1977/01/13 | 人質を取り返せ!      | 野波静雄                  | 高瀬昌弘   | 有川博、ホーン・ユキ、桜井浩子、倉野章子、 河野秋武、梅津栄、園田裕久、矢田稔、 天草四郎、里木佐甫良、大村千吉、灰地順、 岩瀬ゆう子、峰田智代、清水康晴、矢崎千穂美、柿木恵至                                        |
| 43   | 1977/01/20 | まぼろし若衆         | 三谷新治                  | 高瀬昌弘   | 新藤恵美、戸浦六宏、山本昌平、綾川香、 大島光幸、田辺ほとり、山本恵子、杉山美奈子、 福原利枝、高崎桂子 |
| 44   | 1977/01/27 | 女の冬               | 中村努                    | 大洲斎     | 中村玉緒、井上孝雄、杉田かおる、浜田寅彦、 長谷川弘、小熊恭子、若原初江、手塚学、 志村幸江、林寛一、久本昇、安田更織、 那須のり子、小海とよ子、門脇三郎                                                              |
| 45   | 1977/02/03 | 思わぬ下手人         | 保利吉紀                  | 高瀬昌弘   | 田中明夫、工藤明子、堀越陽子、本間文子、 多田幸雄、福地華世、音羽久米子、柿木恵至、 木島久詞、志村幸江、那須のり子、林寛一                                                                                           |
| 46   | 1977/02/10 | 手鎖の逃亡者         | 内田弘三                  | 大洲斎     | 松山省二、武藤英司、野呂圭介、沢田亜矢子、 小笠原弘、小田敏治、池田生二、小坂生男、 結城知仁、西内彰、岩下純、石崎洋光                                                                                               |
| 47   | 1977/02/17 | 泣くな、お人よし     | 野波静雄                  | 大洲斎     | 高橋長英、内田勝正、佐野厚子、大神信、 戸塚陸夫、久本昇、木田三千雄、木之本恵美、 高橋ます美、都家歌六、湊俊一、丘ゆり子、 夏木順平、築地博、峰田智代、池田生二                                                      |
| 48   | 1977/02/24 | 韋駄天むすめ         | 加瀬高之                  | 高瀬昌弘   | 大田黒久美、吉沢京子、神太郎、桜田千枝子、 本山可久子、住吉正博、志賀真理子、二瓶秀雄、 坂本由英、後藤哲夫、今村享子、吉中正一                                                                                       |
| 49   | 1977/03/03 | 暮六ツが勝負         | 高木良子 三谷新治（補作） | 森一生     | 大和田伸也、田坂都、草薙幸二郎、加賀邦男、峰竜太、 松木聖、石山雄大、野本博、武田倫一、永谷悟一 |
| 50   | 1977/03/10 | 鉄砲玉の賭け         | 三谷新治                  | 大洲斎     | 水島道太郎、本阿弥周子、織田あきら、勝部演之、 田中浩、梅沢昇、伊藤浩市 |
| 51   | 1977/03/17 | 十手魂の対決         | 赤川次郎 保利吉紀（補作） | 森一生     | 村井国夫、信欣三、三浦リカ、伊藤高、外山高士、 橋本仙三、岡田映一、中真千子、若原初子、鹿島信哉、 井上三千男、吉中正一、門脇三郎、前田浩一、 郡司幸子、石川隆昭、林寛一                                              |
| 52   | 1977/03/24 | 短銃をつきとめろ!    | 保利吉紀                  | 高瀬昌弘   | 中山仁、小野進也、根本嘉也、早川研吉、 船渡伸二、林孝一、山下啓介、岩城和男、 山川弘乃、川口節子、麻ミナ、松島暘子、 青木文武、吉田美由紀、小坂生男、甲斐武                                                          |
| 53   | 1977/03/31 | 壮烈!源三郎          | 三谷新治                  | 高瀬昌弘   | 中山仁、小野進也、今井健二、高杉玄、 東郷晴子、吉田さより、青木真知子、大島光幸、 戸塚孝、池田生二 |

## 同心部屋御用帳 江戸の旋風（第3シリーズ）

### キャスト（第3シリーズ）
- 千秋城之介 - 加山雄三　
高瀬儀右衛門 - 近藤洋介　
千葉左内 - 秋野太作
女好きの傾向は相変わらずだが、過去のシリーズには無かった悲恋が描かれている（第15話、第48話など）。
頼母木肇 - 潮哲也
本シリーズより正式な定町廻り同心に昇格する。
島津半蔵 - 露口茂　
林田孫兵衛 - 小林桂樹
筆頭同心。逆恨みから娘が悪党に拉致された際には、孫兵衛自身にも危害が及ぶとして一時的に職を解かれている（第27話）。　
勘八 - 橋本功
嘉助 - 守田比呂也
六助 - 中原成男
留吉 - 西岡徳美
林田綾 - 瞳順子
林田孫兵衛の一人娘。前述の通り悪党に拉致されたことがある（第27話）。
おふじ - 藤江リカ
高瀬大四郎 - 小田敏治
ナレーター - 井上孝雄

### 放映リスト（第3シリーズ）
- 1977年4月7日 - 1978年4月27日(全50話)

| 各話 | 放送日     | サブタイトル         | 脚本              | 監督       | ゲスト |
| ---- | ---------- | -------------------- | ----------------- | ---------- | --- |
| 1    | 1977/04/07 | 謎のおんな砂絵師     | 櫻井康裕          | 大洲斎     | 加茂さくら、紀比呂子、須賀不二男、長谷川哲夫 伊沢一郎、浦信太郎、湯川ひとみ、吉中正一 高橋義治、北川巧 |
| 2    | 1977/04/14 | あばずれ芸者         | 保利吉紀          | 高瀬昌弘   | 松原智恵子、山本圭、小鹿番、井口恭子 外野村晋、若松和子、磯村千花子、三神丸枝 袋正、山田禅二、安東結子、真田五郎 汐見直行、平沢公太郎                                                                                               |
| 3    | 1977/04/21 | 兇党の息子           | 野波静雄          | 大洲斎     | 松平健、木村理恵、永井智雄、佐原健二 川口敦子、松山照夫、西田良、佐藤明美 今村源平、山本武、山下望 北山年夫、竹内靖、井口亮義、三重街恒二 峯田智代、田村正勝、清水利泰、間崇史 安沢千佳子、猪野剛太郎、近松敏夫                     |
| 4    | 1977/04/28 | 捕物の神様           | 猪又憲吾          | 小野田嘉幹 | 西村晃、中野誠也、北川美佳、千田孝之 松野健一、久本昇、高橋義治、山本恵子、門脇三郎 |
| 5    | 1977/05/05 | 本所おいてけ堀       | 下飯坂菊馬        | 大洲斎     | 中尾彬、伊藤めぐみ、市村昌治、田村貫 佐野光弘、宇乃壬麻、岡崎夏子、大村千吉 志村幸江、那須のり子、小海とよ子、峯田智代 |
| 6    | 1977/05/12 | 牢入り志願           | 東條正年          | 高瀬昌弘   | 左とん平、徳永れい子、富川澈夫、上野山功一 松川純子、剣持伴紀、山本清、徳弘夏生 五十嵐五十鈴、和久井節緒、池田忠夫、津路清子 宇乃壬麻、山口譲、瀬良明                                                                               |
| 7    | 1977/05/19 | 鯉のぼりの詩         | 下飯坂菊馬        | 高瀬昌弘   | 河内桃子、山田吾一、土屋嘉男、岩永一陽 榎木兵衛、横山あきお、久本昇、海野清定 杉京之介、築地博 |
| 8    | 1977/06/02 | 危うし城之介!!       | 加瀬高之          | 高瀬昌弘   | 紅景子、草野大悟、睦五郎、金内喜久夫 幸田宗丸、䋝片達雄、早川純一、都家歌六 東晃生、高橋義治、吉中正一、岩瀬裕美 |
| 9    | 1977/06/16 | 母の償い             | 内田弘三          | 小野田嘉幹 | 桜町弘子、斉藤美和、松橋登 、原田清人 佐藤宏之、秋好光果、加藤茂雄、五藤雅博 林寛一、森下明、新井一男、久本昇 |
| 10   | 1977/06/23 | 大四郎の秘密         | 保利吉紀          | 大洲斎     | 加賀まりこ、坂東太三郎、沖田駿一、小美野欣二 小田敏治、高田大三、小池幸次、千代田弘 天現寺竜 |
| 11   | 1977/06/30 | 嘘と真実の間         | 下飯坂菊馬        | 森一生     | 赤座美代子、鹿内孝、野呂圭介、木田三千雄 宮田洋容、千代田弘、平沢公太郎 |
| 12   | 1977/07/07 | 浮気妻の仇           | 猪又憲吾          | 太田昭和   | 久富惟晴、早瀬久美、石橋蓮司、森秋子 田中浩、荘司肇、石崎洋光、八木和子 |
| 13   | 1977/07/21 | おかしな約束         | 東條正年          | 森一生     | 渡辺篤史、天津敏、住吉正博、竹内享 江見俊太郎、山本昌平、三田桃基子、折口亜矢 多田幸雄、鹿島信哉、加藤茂雄、五十嵐五十鈴 那須のり子、秋山めぐみ、伊藤健、甲斐武 森下明、小林淳一、大浦萬丈、小川通子 久米冬太、井口義享             |
| 14   | 1977/07/28 | 罠には罠を!          | 野波静雄          | 太田昭和   | 柴田侊彦、二本柳俊衣、植木まり子、早川雄三 多宮健二、木村元、神山寛、明石潮 鳴海吾郎、松風はる美、小園蓉子、夏木順平 原野弘美、愛川弥寿子、沢田潮、佐久間良 都家歌六、音羽久米子、草間璋夫、熊谷卓三 秋山めぐみ、石川隆昭、柿木恵至 |
| 15   | 1977/08/11 | 左内の嫁さん         | 渡辺由自          | 高瀬昌弘   | 横内正、斉藤こずえ、田口計、桜井浩子 小倉雄三、東大路昌弘、音羽久米子、花城隆、築地博 |
| 16   | 1977/08/18 | 生き返った十手       | 保利吉紀          | 高瀬昌弘   | 堀越陽子、西沢利明、大林直樹、浜田征彦 中曽根公子、灰地順、たうみあきこ、永井玄哉 熊谷卓三、吉岡節子、久本昇、南郷成吉 |
| 17   | 1977/08/25 | ほたるの歌           | 下飯坂菊馬        | 小野田嘉幹 | 岡本信人、賀原夏子、中島ゆたか、石山雄大 神田隆、市村昌治、相沢治夫、戸塚孝 |
| 18   | 1977/09/01 | 姉妹芸者             | 野波静雄          | 大洲斎     | 松本留美、結城しのぶ、大和田獏、辻萬長 大丸二郎、若松和子、町田博子、外野村晋 辻伊万里、小海とよ子、那須のり子、門脇三郎 |
| 19   | 1977/09/08 | 誇り高き泥棒         | 東條正年          | 太田昭和   | 高橋長英、 石橋蓮司、下元勉、 中井啓輔、 福原秀雄、 明石勤、 都家歌六、 岩瀬裕美、 田村貫、 とりい三枝、 夏木万里子、 吉中正一、 武田倫一、 森岡隆見、 伊藤浩市                                                                     |
| 20   | 1977/09/15 | 浮世絵人気競べ       | 櫻井康裕          | 大洲斎     | 篠ヒロコ、村井国夫、草薙幸二郎、河村弘二 坂東太三郎、山根久幸、大宮幸悦、木島新一 重村博子、川名美也子、高橋義治 |
| 21   | 1977/09/29 | 娘の幸福を!          | 内田弘三          | 太田昭和   | 犬塚弘、中島久之、嶋めぐみ、福田豊土 河原崎次郎、内田勝正、夏海千佳子、堀井永子 小林重四郎、橋本仙三、関悦子、加藤茂雄 秋山めぐみ、那須のり子、和気ますみ、草間璋夫                                                                 |
| 22   | 1977/10/06 | 消えた入墨           | 安倍徹郎          | 小野田嘉幹 | 織田あきら、村松英子、藤岡重慶、伊藤高、小林勝彦、 長島隆一、外山高士、加藤三和、松本敏男、みずのこうさく、 秋山めぐみ、新海丈夫、右京孝雄、若原初子、吉中正一、 徳橋法子、大羽吾朗、柿木恵至、都家歌六                             |
| 23   | 1977/10/13 | 同心わかれ道         | 猪又憲吾          | 高瀬昌弘   | 伊吹吾郎、風見章子、木村理恵、山本昌平、袋正 武内享、矢野間啓二、三上純子、三上剛 |
| 24   | 1977/10/20 | 呪いの藁人形         | 野波静雄          | 小野田嘉幹 | 二木てるみ、谷村昌彦、岩崎信忠、浜田寅彦 松木聖、万里昌代、成瀬昌彦、中島元 都家歌六、鹿島信哉、松島暘子、加東三和 久本昇、服部鷹子、山本恵子、柿木恵至 森本三郎、門脇三郎                                                          |
| 25   | 1977/10/27 | 愛宕山心中           | 下飯坂菊馬        | 小野田嘉幹 | 宍戸錠、北川美佳、堺左千夫、木田三千雄 北川陽一郎、松野健一、玉村駿太郎、築地博、湯川勉 |
| 26   | 1977/11/3  | 女狐仁義             | 加瀬高之          | 高瀬昌弘   | 夏純子、加藤武、田坂都、見明凡太朗 本山可久子、稲吉靖司、冷泉公裕、三木敏彦 鵜沢秀行、小野松枝、音羽久米子、紀平佳枝 井口義亮、川合良子、高田美和、片岡身江、甲斐武                                                                 |
| 27   | 1977/11/17 | 浪人狩り             | 保利吉紀          | 大洲斎     | 滝田裕介、大関優子、北村総一郎、江幡高志 林孝一、幸田宗丸、藤森健是、遠藤剛 佐藤和男、池田生二、吉中正一、久本昇 若原初子、井口義亮、夏木順平、河合良子 熊谷卓三、草間璋夫                                                          |
| 28   | 1977/11/24 | お百度詣りの女       | 櫻井康裕          | 高瀬昌弘   | 佐藤オリエ、河原崎建三、ひし美ゆり子、高城淳一 大前均、可知靖之、千田孝之、だるま二郎、瀬良明 照内敏靖、小海とよ子、八木和子 |
| 29   | 1977/12/01 | 壊れた人形           | 下飯坂菊馬        | 大洲斎     | 篠ヒロコ、山本鱗一、東郷晴子、湊俊一 波戸崎徹、山根久幸、畠山麦、高橋義治 井口義亮、和気ますみ、都家歌六、加藤茂雄 草間璋夫、加賀谷礼奈、秋田雅子、秋田和子 黒高裕見子、新井一男                                                    |
| 30   | 1977/12/08 | 佃のいさり火         | 保利吉紀          | 大洲斎     | 松平健、ホーン・ユキ、今福正雄、大林直樹 三田桃基子、丸山進、柚木悦子、山田貴光 小木日美子、那須のり子、鈴木実 |
| 31   | 1977/12/15 | こそ泥の恩返し       | 東條正年          | 高瀬昌弘   | 左とん平、服部妙子、南原宏治、小瀬格 三角八郎、神山寛、岩瀬裕美、熊谷卓三 鈴木実、門脇三郎、森本三郎、鹿島信哉 山本恵子、那須のり子、白鳥多津美、吉中正一                                                                           |
| 32   | 1977/12/22 | 盗っ人のまごころ     | 名倉勲            | 大洲斎     | 井上孝雄、佐野厚子、松井康子、土方弘 内海和子、沖田駿一、野本博、続圭子 加藤茂雄、星野晃、甲斐武、矢沢裕紀、築地博 |
| 33   | 1977/12/29 | 富くじ殺し           | 東條正年          | 小野田嘉幹 | 早瀬久美、草野大悟、藤木敬士、園田裕久 穂高稔、粟津號、鮎川浩、星野晶子 前川哲男、坂田金太郎、松井恭子、石崎洋光 鹿島信哉、石川隆昭                                                                                                 |
| 34   | 1978/01/05 | 人情木遣節           | 野波静雄          | 大洲斎     | 田村亮、水島道太郎、渡辺やよい、平泉征 原良子、山下巌、長島隆一、久本昇、武田倫一 山本恵子、若原初子、柿木恵至、石崎洋光、森岡隆見                                                                                                  |
| 35   | 1978/01/12 | 左手は生きている     | 杉江慧子          | 高瀬昌弘   | 前田吟、葉山葉子、田中浩、うえだ峻 大浜詩郎、二階堂千寿、野口元夫、野本博 加藤茂雄、草間璋夫、池田生二、高橋義亮 甲斐武、大島光幸、東村佳奈、山本恵子                                                                               |
| 36   | 1978/01/19 | めおと提燈           | 櫻井康裕 高木良子 | 大洲斎     | 田崎潤、風間杜夫、大関優子、市村昌治 大島光幸、美鈴エミ、兼平麻理子、小海とよ子、都家歌六 |
| 37   | 1978/01/26 | 北風の女             | 下飯坂菊馬        | 森一生     | 宮園純子、利根はる恵、水谷邦久、沖田駿一 松田茂樹、丘ゆり子、江尻光子、下村節子 西国成男、玉井ゆみ、志村幸江、那須のり子 |
| 38   | 1978/02/02 | 隅田の風呂船         | 内田弘三          | 高瀬昌弘   | 竜崎勝、結城しのぶ、天津敏、津田亜矢子 片岡五郎、夏木順平、高橋ますみ、関悦子 岩瀬裕美、尾崎八重、草間璋夫 |
| 39   | 1978/02/09 | うしろの正面だァれ   | 中村努            | 森一生     | 河原崎長一郎、幸真喜子、矢吹渡、林ゆたか 町田博子、新海百合子、草間璋夫、都家歌六 |
| 40   | 1978/02/16 | 消えた影             | 保利吉紀          | 高瀬昌弘   | 丘さとみ、森下哲夫、穂積隆信、工藤明子 堺左千夫、池田生二、丹羽たかね、河村憲一郎 鹿島信哉、だるま二郎、町田幸夫、大島光幸、門脇三郎、加藤茂雄                                                                                      |
| 41   | 1978/02/23 | あぶない年頃         | 安藤日出男        | 小野田嘉幹 | 北村和夫、桜町弘子、栗田ひろみ、梅津栄 竹田光裕、秋好光果、矢野間啓二、戸塚孝 森岡隆見、星野晃、森本三郎、中寛二 畑亮次、三神京子、徳橋法子、小坂生男、武田倫一、柿木恵至                                                           |
| 42   | 1978/03/02 | 不運な出会い         | 渡辺由自          | 小野田嘉幹 | 金沢碧、松本克平、新倉博、原田清人 稲吉靖司、早川純一、加藤さよ子、池田生二 大貫幸雄、大河内美智子、中村文弥、築地博 門脇三郎、加藤茂雄、峯田智代、志村幸江                                                                         |
| 43   | 1978/03/09 | 春雷の大川端         | 櫻井康裕          | 高瀬昌弘   | 葉山葉子、山本紀彦、西沢利明、土方弘 山田禅二、吉岡秀隆、松島暘子、那須のり子、石崎洋光 |
| 44   | 1978/03/16 | 泥棒入門             | 野波静雄          | 小野田嘉幹 | 中原早苗、頭師佳孝、佐原健二、佐久間宏則 天草四郎、伊東平山、久遠利三、夏木順平 三上剛、柚木悦子、柿木恵至 |
| 45   | 1978/03/23 | はぐれ鳥の子守唄     | 櫻井康裕          | 高瀬昌弘   | 水野久美、島田順司、吉田義夫、香川良介 榊ひろみ、山本清、杉ゆかり、佐久間良 鈴木和夫、片岡五郎、渡辺千世、志村幸江、津路清子 |
| 46   | 1978/03/30 | 死神小判             | 加瀬高之          | 高瀬昌弘   | 下條アトム、菅井きん、小坂知子、山本昌平 森幹太、山本清、藤井つとむ、畑亮次 池田生二、小美野欣二、横山あきお、日笠潤一 渡辺信介、西原ゆう、熊谷卓三                                                                                 |
| 47   | 1978/04/06 | 椿屋敷の謎           | 下飯坂菊馬        | 小野田嘉幹 | 根上淳、長尾深雪、弓恵子、高木二朗 外山高士、五藤雅博、正田景子、福原秀雄 丹羽たかね、船場牡丹、井口義亮、橋本仙三 柿木恵至、福本恵、千田梨香                                                                                       |
| 48   | 1978/04/13 | 左内の夢は飛んでった | 名倉勲            | 大洲斎     | 小池朝雄、村地弘美、稲葉義男、二本柳俊衣 福田豊土、永谷吾一、大木正司、加藤茂雄 久本昇、小坂生男、門脇三郎 |
| 49   | 1978/04/20 | 女房の勇み足         | 保利吉紀          | 小野田嘉幹 | 赤座美代子、小坂一也、平田昭彦、原口剛 大坪日出代、若松和子、橘田良江、三沢もとこ 半田晶子、内田尋子、原田千枝子、鹿島信哉 門間勝美、鈴木実、和気ますみ、山本恵子                                                                   |
| 50   | 1978/04/27 | いま、新しい旅立ち   | 櫻井康裕          | 大洲斎     | 原田大二郎、鈴鹿景子、須賀不二男、内田昌宏 梅津栄、井上高志、由起艶子、浦信太郎 峰田智代、和気ますみ、中村建介、立花せつ代 |

## 同心部屋御用帳 江戸の旋風（第4シリーズ）

### キャスト（第4シリーズ）
- 千秋城之介 - 加山雄三　
高瀬儀右衛門 - 近藤洋介　
千葉左内 - 秋野太作
頼母木肇 - 潮哲也
立木十三郎 - 名高達郎　
見習同心。直参旗本三男坊。役人としてはまだまだ未熟者であるとの考えから月代にはしていない。林田宅に居候している。
島津半蔵 - 露口茂　
林田孫兵衛 - 小林桂樹　
勘八 - 橋本功
嘉助 - 守田比呂也
留吉 - 西岡徳美
佐吉 - 大林直樹
若手岡っ引。勘八たちの弟分的存在。
早水新之丞 - 北川欽三
南町奉行所内与力。
高瀬大四郎 - 小田敏治
お艶 - ジュディ・オング
同心達行きつけの小料理屋「桔梗屋」の女主人。亡くなった父親は林田の人足寄せ場での同僚同心だった。
お涼 - 風祭ゆき
「桔梗屋」の看板娘。
ナレーター - 井上孝雄

### 放映リスト（第4シリーズ）
- 1978年11月16日 - 1979年5月17日（全26話）

| 各話 | 放送日     | サブタイトル         | 脚本              | 監督       | ゲスト |
| ---- | ---------- | -------------------- | ----------------- | ---------- | --- |
| 1    | 1978/11/16 | 風と太鼓と風来坊     | 安倍徹郎          | 大洲斎     | 大門正明、垂水悟郎、今井健二、江幡高志、吉原正浩 井上三千男、三上左京、高杉哲平、宇留木康二、門脇三郎、草間璋夫 |
| 2    | 1978/11/23 | 望郷の果て           | 保利吉紀          | 小野田嘉幹 | 中村竹弥、玉川伊佐男、佐藤仁哉、嶋めぐみ 小原秀明、湊俊一、長島隆一、山崎猛 長根めぐみ、都家歌六 |
| 3    | 1978/11/30 | 片面打ちの仁義       | 櫻井康裕          | 高瀬昌弘   | 大木実、秋谷陽子、内田朝雄、増田順司、鈴木和夫、松田茂樹 田村貫、鹿島信哉、武田倫一、中島多美、那須のり子 |
| 4    | 1978/12/07 | かんざし同心         | 下飯坂菊馬        | 高瀬昌弘   | 野平ゆき、西沢利明、小栗一也、森幹太、根岸一正、内田直哉 佐藤晟也、久遠利三、岩瀬裕美、津路清子、都家歌六 小坂生男、吉中正一、戸塚孝 |
| 5    | 1978/12/14 | 二ツの顔を持つ男     | 野波静雄          | 大洲斎     | 船戸順、大関優子、中井啓輔、田島義文、戸上城太郎、沖田駿一、堺左千夫 代志住正、加藤茂雄、若原初子、夏木順平、古川哲唱、久本昇 鈴木実、戸塚孝、小坂生男、大島光幸                                                                            |
| 6    | 1978/12/21 | 父ありき             | 中村努            | 小野田嘉幹 | 田村亮、加藤嘉、灰地順、加地健太郎、高山真樹 鹿島信哉、千葉聡、窪田茂幸、武田倫一、山中康仁 内田順子、山本泰三、蔵下輝美 |
| 7    | 1978/12/28 | 剣と千羽鶴           | 保利吉紀          | 高瀬昌弘   | 泉じゅん、久富惟晴、二見忠男、山本昌平、小美野欣二、梅津栄、幸田宗丸 玉川長太、野本博、福本仙三、浦信太郎、松尾文人、花原照子 角田英介、岩瀬裕美、志村幸江、那須のり子、築地博、門脇三郎 宇留木康二、新井一夫、小坂生男、夏木順平、加藤茂雄 |
| 8    | 1979/01/04 | 返ってきた雨傘       | 猪又憲吾          | 小野田嘉幹 | 山本亘、田崎潤、須賀不二男、日高久美子、井上博一、草間璋夫、福原秀雄 |
| 9    | 1979/01/11 | 生き返った大黒様     | 櫻井康裕          | 小野田嘉幹 | うえだ峻、光丘真理、稲葉義男、川辺久造、 武藤章生、松本敏男、伊豆肇、小笠原弘 井口恭子、西国成男、大島光幸、北浦昭義 |
| 10   | 1979/01/18 | 岡っ引の娘           | 猪又憲吾          | 森一生     | 宇津宮雅代、富川澈夫、中田博久、水沢有美、市村昌治、新海百合子 北川巧、門脇三郎、森下明、大竹義夫、築地博 小林健一、野崎秀吾、岩谷貴樹、穂山潤、丸山宗冬                                                                                    |
| 11   | 1979/01/25 | 友情一路             | 東條正年          | 高瀬昌弘   | 谷村昌彦、天津敏、原田清人、常泉忠通、井上高志、清水康晴 白石のり子、小山源喜、都家歌六、増田忠則、権藤智彦、高橋義治 |
| 12   | 1979/02/01 | 弁天様と石地蔵       | 下飯坂菊馬        | 森一生     | 加山麗子、池田秀一、福山象三、伊藤高、 山本昌平、田中筆子、野口貴史、粟津號 新城美奈子、直木みつ男、丹羽たかね、岩瀬裕美 志村幸江、加藤茂雄、柿木恵至、吉中六 原理英子、長谷川将、伊奈貫太                                                  |
| 13   | 1979/02/08 | 錆びた十手           | 東條正年          | 高瀬昌弘   | 藤岡琢也、睦五郎、大塚良重、黒部進、 三角八郎、堺左千夫、秋元羊介、草間璋夫 清水康晴、奥村光幸、菅原紀彦、柿木恵至 |
| 14   | 1979/02/15 | 男の涙               | 保利吉紀          | 小野田嘉幹 | 松尾嘉代、中野誠也、汐路章、片岡五郎、須藤健、東大二朗、渡辺鈴沙、大島典子 鹿島信哉、加東三和、相原巨典、吉中六、岩瀬裕美、永野明彦、中島元                                                                                                 |
| 15   | 1979/02/22 | 母娘びな             | 櫻井康裕          | 太田昭和   | 宮園純子、山本みどり、平泉征、横森久、北川陽一郎 伊藤敏孝、柚木悦子、池田生二、佐野哲也、星野晃 田島理司、平野ふみえ、山根真由美 |
| 16   | 1979/03/08 | 仇討ち姉妹           | 野波静雄          | 大洲斎     | 珠めぐみ、村田正雄、小林伊津子、内田昌宏、原口剛、小寺大介 若松和子、志村幸江、内藤栄造、大竹義夫 石崎洋光、三重野早苗、柿木恵至 |
| 17   | 1979/03/15 | 若い狼たち           | 櫻井康裕          | 小野田嘉幹 | 風吹ジュン、神有介、保積ぺぺ、小原秀明、 若尾義昭、小野川公三郎、和田一壮、だるま二郎、草間璋夫 上野綾子、山本武、門脇三郎、熊谷卓三 |
| 18   | 1979/03/22 | おやえと恋人たち     | 下飯坂菊馬 岸正夫 | 大洲斎     | 長谷直美、工藤堅太郎、小野ヤスシ、大木正司、藤江リカ |
| 19   | 1979/03/29 | 純情わらじばき       | 加瀬高之          | 高瀬昌弘   | 前田吟、佐野アツ子、藤岡重慶、稲吉靖司、 当銀長太郎、鮎川浩、天草四郎、伊奈貫太、中江真司 鈴木実、山越正樹 |
| 20   | 1979/04/05 | 乱菊・五段打ち       | 櫻井康裕          | 高瀬昌弘   | 森次晃嗣、赤座美代子、石橋蓮司、江見俊太郎、堀田真三 船渡伸二、近藤準、下馬二五七、志村幸江、池田生二 |
| 21   | 1979/04/12 | 女房の秘密           | 保利吉紀          | 高瀬昌弘   | 音無美紀子、寺田農、亀井光代、勝部演之、 綾川香、佐々木一哲、田中筆子、原田千枝子 袋正、霧島八千代、柿木恵至、松島暘子、龍のり子 |
| 22   | 1979/04/19 | どぶねずみに花束を   | 中村努            | 森一生     | 神崎愛、江木俊夫、剣持伴紀、鈴木正幸、根岸一正、斉藤真 小山あけみ、三浦伸、尾崎八重、長嶋隆一 |
| 23   | 1979/04/26 | 五年目の青空         | 野波静雄          | 太田昭和   | 辻万長、水島彩子、三浦真弓、伊沢一郎、村松克巳、木村元、星野晶子 真嶋恵、大島光幸、新井一夫、鈴木実 |
| 24   | 1979/05/03 | 兄ちゃんがくれた風車 | 猪又憲吾          | 森一生     | 小野進也、服部妙子、飯島洋美、草薙幸二郎、阿藤海、沖田駿一、夏木順平 武田洋和、築地博、小海とよ子 |
| 25   | 1979/05/10 | 愛と復讐の罠         | 下飯坂菊馬        | 小野田嘉幹 | 田中真理、船戸順、福田豊土、佐々木剛、滝奈保栄、松浪志保 荒瀬寛樹、綾瀬櫻、磯野秋雄、久保田万作、岸本功 志村幸江、川名美也子、村上久勝、池田生二                                                                                            |
| 26   | 1979/05/17 | さむらいの挽歌       | 東條正年          | 小野田嘉幹 | 横内正、久富惟晴、外山高士、小林尚臣、松本敏男、坂上忍、相川圭子 阿部希郎、田利之、菅原紀彦、都家歌六、加藤茂雄、麿のぼる 松坂司郎、柿木恵至、門脇三郎                                                                                      |

## 同心部屋御用帳 新・江戸の旋風

### キャスト（新・江戸の旋風）
これまでのキャストとして加山、小林らは残ったが、沖雅也、倉田保昭、渡辺篤史の若手3俳優が新たにキャストされ、シーズン最多となる3人を入れ替えて製作された。
- 千秋城之介 - 加山雄三　
高瀬儀右衛門 - 近藤洋介　
頼母木肇 - 潮哲也
立花精一郎 - 沖雅也
クールさとコミカルさを併せ持った二枚目同心。旗本二千石の三男坊で、花街の芸者連中からは「若様」と呼ばれ人気がある。
日暮晋作 - 渡辺篤史
お人好しで女好きな三枚目。いつも余計なことを言っては高瀬に怒鳴られている。肝心なときになると腹痛を起こす（大抵は仮病）癖がある。
藤堂拳 - 倉田保昭
剣や十手に頼らず己の拳ひとつで悪人に立ち向かう肉体派。百姓の出であるため根が純朴で、それを日暮にからかわれることも。
林田孫兵衛 - 小林桂樹　
勘八 - 橋本功
嘉助 - 守田比呂也
佐吉 - 大林直樹
早水新之丞 - 北川欽三
お藤 - 藤江リカ
お新 - 千野弘美
小料理屋「藤の屋」の看板娘
与助 - 外野村晋
小料理屋「藤の屋」の板前
高瀬大四郎 - 小田堅太郎
ナレーター - 井上孝雄

### 放映リスト（新・江戸の旋風）
- 1980年1月10日 - 1980年8月28日（全31話）

| 各話 | 放送日     | サブタイトル               | 脚本                | 監督       | ゲスト |
| ---- | ---------- | -------------------------- | ------------------- | ---------- | --- |
| 1    | 1980/01/10 | 誓いの八丈太鼓             | 保利吉紀            | 高瀬昌弘   | 小柳ルミ子、小島三児、中庸助、コロムビア・ライト、鈴木和夫、 Wコミック、林家ばん平、山下啓介、たこ八郎、内藤陳、 石川敏、江梨みつ子、中島元、矢沢裕紀、岩瀬裕美、若原初子、 梅宮辰夫（友情出演）                            |
| 2    | 1980/01/17 | 山吹色は悪の色             | 野波静雄            | 高瀬昌弘   | 清水めぐみ、田口計、下塚誠、堺左千夫、幸田宗丸、 八名信夫、灰地順、池田生二、夏木順平、熊谷卓三、田村貫、 松島暘子、和気ますみ                                                                                              |
| 3    | 1980/01/24 | 悪女伝の女たち             | 佐藤繁子            | 山本迪夫   | 夏純子、深江章喜、桜井浩子、マッハ文朱、鶴間エリ、 沖田駿一、小林重四郎、茜ゆう子、古川小夜子、稲見美和子 小倉雄三、結城なお子、小海とよ子、山田京子、木村令子 若原初子、角田映二、石崎洋光、横江麻紀、吉田有美             |
| 4    | 1980/01/31 | 唐丸籠破り                 | 櫻井康裕            | 山本迪夫   | 武原英子、池田秀一、剣持伴紀、伊藤高、本間文子、 石津康彦、小笠原弘、原田千枝子、岩瀬裕美、福留幸雄、 門脇三郎、大竹義夫、矢沢裕紀、中村雅紀、荻原紀                                                                        |
| 5    | 1980/02/07 | 抜いた十手に情けは無用!!   | 加瀬高之            | 高瀬昌弘   | 木村理恵、長谷川明男、伊東平山、石山雄大、加地健太郎、 吉岡ひとみ、二階堂千寿、五代俊介、荻原紀、中瀬博文 小海とよ子、草間璋夫、熊谷卓三                                                                                    |
| 6    | 1980/02/14 | 春はまだか桜草             | 佐藤繁子            | 森一生     | 葉山葉子、平泉征、柴田侊彦、田島令子、小沢左生子、 原良子、里木左甫良、日下部昌和、柿木恵至、石崎洋光、 金谷三奈子、大島光幸、日下部信彦、三好里美、黒高裕見子                                                              |
| 7    | 1980/02/21 | つっぱりすぎた慾の皮       | 野波静雄            | 児玉進     | 平田昭彦、岩本多代、熊谷美由紀、北詰優基、稲葉義男、 田辺節子、池田生二、早川純一、木村満則、松本道子 矢沢裕紀、若原初子 |
| 8    | 1980/02/28 | 泣く子に捧げる風ぐるま     | 東條正年            | 児玉進     | 河原崎長一郎、田中浩、神太郎、小林尚臣、中村勇 東条きよし、大谷真澄、南美由紀、山川佳代子、磯部稲子 加藤茂雄、志村幸江、竹内昌城、蟹沢良恵、福留幸雄                                                                        |
| 9    | 1980/03/06 | 女郎蜘蛛の罠               | 下飯坂菊馬 鹿水晶子 | 高瀬昌弘   | 池波志乃、織本順吉、小野進也、伊藤めぐみ、常泉忠通、加藤茂雄 大鹿伸一、吉中六、門脇三郎、那須のり子、徳永あおい、相田麻里子、武田倫一                                                                                       |
| 10   | 1980/03/13 | 簪は知っていた             | 野波静雄            | 太田昭和   | 村松克己、梅津栄、森下哲夫、小林かおり、姫ゆり子、増田順司、 村田みゆき、伊達三郎、瀬良明、林弘造、町田朱美、飯島洋子 柄沢英二、村上幹夫、依田英助、福島茂、田村祐治、笹入舟作                                              |
| 11   | 1980/03/20 | 八丁堀慕情                 | 下飯坂菊馬          | 高瀬昌弘   | 赤座美代子、辻萬長、木田三千雄、北九州男、相原巨典、 西山健司、人視比呂志、岩城和男 |
| 12   | 1980/03/27 | 恋風孫兵衛・春の嵐吹く     | 佐藤繁子            | 児玉進     | 神崎愛、今井健二、玉川伊佐男、阿部希郎、根岸一正、 秋元羊介、中吉卓郎、中寛二、梓よう子、泉よし子 中村正人、大木史朗、大島光幸、五十嶺悦代、岩瀬裕美 森下明、萩原幹子、三須志雄、熊崎圭輔、小林良太郎、植木芳紀             |
| 13   | 1980/04/03 | 危うし母子! 絵図面の謎     | 櫻井康裕            | 高瀬昌弘   | 河原崎次郎、倉野章子、二本柳俊衣、鹿島信哉、清水康晴 上田幸輔、門脇三郎、小海とよ子、尾崎八重、新井一夫 |
| 14   | 1980/04/17 | 行け! 三十俵二人扶持       | 加瀬高之            | 高瀬昌弘   | 花沢徳衛、佐野アツ子、大木正司、森幹太、高野真二、 佐藤あさみ、金井進二、徳弘夏生、和泉ちぬ、小寺大介、 野坂信一、山本武、小坂生男                                                                                          |
| 15   | 1980/04/24 | 夫婦団子                   | 下飯坂菊馬 岸正人   | 児玉進     | 左とん平、友里千賀子、亀石征一郎、高原駿雄、小野ヤスシ、 うえだ峻、御道由紀子、岸野一彦、沢柳迪子、槙ひろ子 長島隆一、加藤茂雄、石崎洋光、二家本辰巳、甲斐武、戸塚孝                                                        |
| 16   | 1980/05/01 | 殺しを見たこねずみ         | 東條正年            | 小野田嘉幹 | 喜多川美佳、湯原昌幸、弓惠子、ラビット関根、山本昌平、 外山高士、湊俊一、汐見直行、柿木恵至、草間璋夫、石垣守一 |
| 17   | 1980/05/08 | 男の掟・女の命             | 下飯坂菊馬          | 森一生     | 宮園純子、佐藤仁哉、蟹江敬三、高桐真 野本博、田中恵美、都家歌六、橋本仙三 |
| 18   | 1980/05/15 | 情けと涙・日暮晋作大奮斗!! | 鹿水晶子            | 森一生     | 佐藤オリエ、鹿内孝、三浦真弓、星野晶子、片岡五郎 靜ひろみ、宍倉るみ、熊谷卓三、志村幸江、片岡身江 那須のり子、夏木順平、森下明、西正子、早水じゅん 山本知子、村上久勝                                                       |
| 19   | 1980/05/29 | 手のひらいっぱいの幸せ     | 中村努              | 太田昭和   | 井上孝雄、野平ゆき、下元勉、井上三千男、三夏伸 佐藤和男、三沼慶、大塚登美枝、星野晃、都家歌六 遠藤由美子、永川るみ、菅原栄子                                                                                                |
| 20   | 1980/06/05 | 地獄極楽夢のからくり       | 星川清司            | 高瀬昌弘   | 佳那晃子、浜田晃、浜田東一郎、斉藤真、佐々木敏、 戸塚孝、塩見三省、池田生二、橋本晶子、北川レミ、熊谷卓三 |
| 21   | 1980/06/12 | 肝っ玉もんの恋             | 星川清司            | 山本迪夫   | 二宮さよ子、菅貫太郎、原良子、榎木兵衛、坂口芳貞、 島田歌穂、相原巨典、戸塚孝、藤田康之、岩瀬裕美、 新井一夫、星野晃、藤岡一也、原和美、村上久勝、鈴木実                                                                    |
| 22   | 1980/06/26 | 十年振りの手口             | 保利吉紀            | 大洲斎     | 上原謙、相原友子、船戸順、武藤英司、小沢象、名川貞郎 大鹿伸一、大坪日出代、草間璋夫、峯田智代、志村幸江 柿木恵至、門脇三郎                                                                                                  |
| 23   | 1980/07/03 | 源兵衛長屋に鶴が来た       | 田中利世            | 森一生     | 小野ヤスシ、吉沢京子、伊藤高、久里みのる、菅生隆之、 加藤大樹、内藤陳、西田昭市、武内文平、曽根秀介、 たうみあきこ、築地博、隅田美寿恵、新井一夫、金子勝美、 草間璋夫、小海とよ子、河合良子、川名美也子、葛生征樹、北斗太郎 |
| 24   | 1980/07/10 | はぐれ宿人質事件           | 杉村のぼる 白石次弘 | 高瀬昌弘   | 浜村純、石橋雅史、堀田真三、三谷昇、町田祥子、 中村孝雄、丸山秀美、三景啓司、伴直也、大竹義夫、 大貫幸雄、吉中六、草間璋夫、小坂生男、石崎洋光、 大島光幸、渡辺真六、北斗太郎                                               |
| 25   | 1980/07/17 | ひと恋い橋                 | 佐藤繁子            | 小野田嘉幹 | 緑魔子、睦五郎、片山万由美、小林尚臣、北浦昭義、 木樽研三、小山友成、林美佐子、築地博、岩瀬裕美、 那須のり子、村上久勝、福留幸雄、山田きく、菅原栄子、美舟洋子                                                              |
| 26   | 1980/07/24 | 猫が小判を持って来た       | 野波静雄            | 大洲斎     | 峰竜太、藤木敬士、水島彩子、光丘真理、村田正雄、 三田登喜子、玉村駿太郎、来路史圃、若原初子、青木卓、 都家歌六、築地博、戸塚孝、大島光幸、加藤茂雄                                                                          |
| 27   | 1980/07/31 | 怪談・消えた娘             | 東條正年            | 高瀬昌弘   | 河原崎建三、伊藤めぐみ、松原愛、増田順司、佐々木梨里、 荘司肇、鳥井美映子、三角八郎、池田生二、門脇三郎 |
| 28   | 1980/08/07 | 情けの犬張子               | 野波静雄            | 高瀬昌弘   | 松本留美、荒木しげる、小林昭二、今福将雄、黒部進、 大下哲矢、大山豊、戸塚孝、高杉哲平、加藤茂雄、 中瀬博文、井口修一、武田倫一、福留幸雄                                                                                    |
| 29   | 1980/08/14 | お役者小僧お吉             | 佐藤繁子            | 山本迪夫   | 竹田かほり、山岡徹也、宗方奈美、田辺節子、青木勇嗣、 吉良冬太、松本道子、大竹義夫、小坂生男、森岡隆見、 石崎洋光、志村幸江、那須のり子、長藤尚子、蟹沢良恵、西政子                                                          |
| 30   | 1980/08/21 | 瞼の父娘の子守唄           | 渡辺由自            | 横井洋     | 白都真理、織本順吉、山本清、前川哲男、三上瓔子、 寄山弘、夏木順平、鹿島信哉、中島元、加藤茂雄、 山崎優子、長藤尚子、小坂生男、蟹沢良恵、柿木恵至                                                                            |
| 31   | 1980/08/28 | 掠奪された花嫁             | 佐藤繁子            | 高瀬昌弘   | 川合伸旺、梅津栄、小美野欣二、飛鳥ゆう子、吉沢由起、 鈴木和夫、兼松隆、秋元羊介、森岡隆見、小海とよ子、 渡辺みえ、小坂生男、柿木恵至、福留幸雄、福島茂、村上久勝                                                            |

## 時代劇スペシャル 同心部屋御用帳 江戸の旋風

### キャスト（時代劇スペシャル）
- 千秋城之介 - 加山雄三　
高瀬儀右衛門 - 近藤洋介　
頼母木肇 - 潮哲也
立木十三郎 - 名高達郎　
本作では正式な定町廻り同心に昇格している。
日暮晋作 - 渡辺篤史
林田孫兵衛 - 小林桂樹
勘八 - 橋本功
嘉助 - 守田比呂也
おふじ - 藤江リカ
ナレーター - 井上孝雄

### 放映リスト（時代劇スペシャル）
| 放送日     | 脚本     | 監督     | ゲスト |
| ---------- | -------- | -------- | --- |
| 1984/01/19 | 保利吉紀 | 高瀬昌弘 | 范文雀、辻萬長、堺左千夫、和崎俊哉、長谷川弘、浜田晃、森幹太、吉中六、大鹿伸一 小海とも子、高岡一郎、大島光幸、森下明、川口節子、星野晃、荻原紀、小林健一、嶋英二 庄司顕仁、鈴木弘師、神崎智孝、飯田訓子、遠藤喜代子、真鍋安由未、夏木順平、 志村幸江、村松まさとし、北川欽三 |

## 前後番組
| フジテレビ系 木曜21時台        | フジテレビ系 木曜21時台                                                                                           | フジテレビ系 木曜21時台                                                           |
| 前番組                         | 番組名 | 次番組                                                                            |
| ------------------------------ | --- | --------------------------------------------------------------------------------- |
| 編笠十兵衛                     | 同心部屋御用帳 江戸の旋風（第1シリーズ） ↓ 同心部屋御用帳 江戸の旋風II ↓ 同心部屋御用帳 江戸の旋風（第3シリーズ） | 江戸の渦潮                                                                        |
| フジテレビ 木曜21:54 - 21:55枠 | |                                                                                   |
| 編笠十兵衛 ※21:00 - 21:55      | 同心部屋御用帳 江戸の旋風 （1975年4月 - 9月） 【1分縮小して継続】 【ここまでネットワークセールス枠】              | くいしん坊!万才 ※21:54 - 22:00 【1分拡大して継続】 【ここからローカルセールス枠】 |
| フジテレビ系 木曜21時台        | |                                                                                   |
| 江戸の渦潮                     | 同心部屋御用帳 江戸の旋風（第4シリーズ）                                                                          | 江戸の激斗                                                                        |
| 江戸の激斗                     | 同心部屋御用帳 新・江戸の旋風                                                                                     | 江戸の朝焼け                                                                      |